# Главан (Силистренская область)
Главан (болг. Главан) — село в Болгарии. Находится в Силистренской области, входит в общину Силистра. Население составляет 81 человек.

## Политическая ситуация
Кмет (мэр) общины Силистра — Иво Кирилов Андонов (инициативный комитет) по результатам выборов.